# N'Goussa
N'Goussa (în arabă نقوسة) este o comună din provincia Ouargla, Algeria.
Populația comunei este de 16.581 de locuitori (2008).